# Noctua loeberbaueri
Noctua loeberbaueri är en fjärilsart som beskrevs av Karl Burmann och Gerhard M. Tarmann 1986. Noctua loeberbaueri ingår i släktet Noctua och familjen nattflyn. Inga underarter finns listade i Catalogue of Life.